# Сульфид германия(IV)
Сульфид германия(IV) — бинарное неорганическое соединение металла германия и серы с формулой GeS2, белые кристаллы, плохо растворимые в воде.

## Получение
- Сплавление германия и серы:

{\displaystyle {\mathsf {Ge+2S\ {\xrightarrow {600^{o}C}}\ GeS_{2}}}}
- Пропускание сероводорода над оксидом германия(IV):

{\displaystyle {\mathsf {GeO_{2}+2H_{2}S\ {\xrightarrow {}}\ GeS_{2}+2H_{2}O}}}
- Пропускание сероводорода через раствор хлорида германия(IV) в концентрированной соляной кислоте:

{\displaystyle {\mathsf {GeCl_{4}+2H_{2}S\ {\xrightarrow {}}\ GeS_{2}\downarrow +4HCl}}}

## Физические свойства
Сульфид германия(IV) образует белые кристаллы ромбической сингонии, пространственная группа F dd2, параметры ячейки a = 1,166 нм, b = 2,234 нм, c = 0,686 нм, Z = 24.
Плохо растворим в воде.

## Химические свойства
- Медленно гидролизуется водой (быстрее кипящей):

{\displaystyle {\mathsf {GeS_{2}+2H_{2}O\ {\xrightarrow {100^{o}C}}\ GeO_{2}\downarrow +2H_{2}S\uparrow }}}
- Реагирует с кислотами:

{\displaystyle {\mathsf {GeS_{2}+2H_{2}O\ {\xrightarrow {H_{2}SO_{4}}}\ GeO_{2}\downarrow +H_{2}S\uparrow }}}
- Реагирует с щелочами:

{\displaystyle {\mathsf {3GeS_{2}+6NaOH\ {\xrightarrow {}}\ Na_{2}[Ge(OH)_{6}]+2Na_{2}[GeS_{3}]}}}
- Сульфид-ион окисляется кислородом и концентрированной азотной кислотой:

{\displaystyle {\mathsf {GeS_{2}+3O_{2}\ {\xrightarrow {}}\ GeO_{2}+2SO_{2}}}}
{\displaystyle {\mathsf {GeS_{2}+16HNO_{3}\ {\xrightarrow {}}\ GeO_{2}\downarrow +16NO_{2}\uparrow +2H_{2}SO_{4}+4H_{2}O}}}
- Восстанавливается водородом:

{\displaystyle {\mathsf {GeS_{2}+H_{2}\ {\xrightarrow {350-400^{o}C}}\ GeS+H_{2}S}}}
- и металлическим германием в инертной атмосфере:

{\displaystyle {\mathsf {GeS_{2}+Ge\ {\xrightarrow {T}}\ 2GeS}}}
- Переводится в раствор сульфидами щелочных металлов:

{\displaystyle {\mathsf {GeS_{2}+Na_{2}S\ {\xrightarrow {}}\ Na_{2}[GeS_{3}]}}}